# Lover (album)
Lover là album phòng thu thứ bảy của ca sĩ-nhạc sĩ người Mỹ Taylor Swift. Nó được phát hành vào ngày 23 tháng 8 năm 2019 bởi Republic Records. Với vai trò giám đốc sản xuất, Swift hợp tác với các nhà sản xuất như Jack Antonoff, Joel Little, Louis Bell, Frank Dukes và Sounwave để tạo nên album. Được miêu tả bởi Swift như một "bức thư tình gửi cho chính tình yêu", Lover tôn vinh những thăng trầm trong tình yêu và chứa đựng một sắc thái tươi sáng, phấn khởi hơn so với giai điệu u ám của album trước, Reputation (2017). Về phần nhạc, nó là một bản thu âm mang thể loại pop, pop rock, electropop và synth-pop với những ảnh hưởng từ nhạc đồng quê, dream pop, pop punk, funk và R&B.
Lover chứa đựng các sản phẩm hợp tác với Dixie Chicks và Brendon Urie của Panic! at the Disco. Ba đĩa đơn đã được phát hành từ album, bao gồm "Me!", "You Need to Calm Down" và bài hát tựa đề của album, trong đó hai đĩa đơn đầu tiên là hit top 5 toàn cầu. Album nhìn chung nhận được đánh giá tích cực từ các nhà phê bình, khen ngợi khả năng sáng tác của Swift truyền tải được sự trưởng thành về cảm xúc và tính trung thực. Tuy nhiên, có một vài nhà phê bình lại cho rằng nó quá dài và mâu thuẫn ở một số chỗ.

## Bối cảnh
Những suy đoán về một album mới bắt đầu vào ngày 24 tháng 2 năm 2019 khi Swift đăng một bức ảnh chứa bảy cây cọ lên tài khoản Instagram của cô. Sau đó, chính cô xác nhận rằng đó là ngày cô hoàn thành album. Vào ngày 13 tháng 4, Swift chạy đồng hồ đếm ngược trên trang web chính thức của mình với điểm dừng là nửa đêm ngày 26 tháng 4 theo Múi giờ miền Đông. Đúng nửa đêm đó, Swift ra mắt đĩa đơn mở đường của album, "Me!" hợp tác với Brendon Urie của nhóm Panic! at the Disco cùng với video âm nhạc của nó, Swift khích lệ người hâm mộ của mình tìm kiếm những manh mối về tựa đề của album trong video và họ đã chỉ ra rằng tại một điểm trong video, từ "Lover" xuất hiện trên mái của một ngôi nhà.
Vào ngày 13 tháng 6 năm 2019, Swift xác nhận tựa đề của album trong một buổi phát trực tiếp trên Instagram cùng với ngày phát hành của nó là 23 tháng 8 năm 2019. Những con số của ngày phát hành (hai, ba và tám) có tổng là 13, chính là con số yêu thích của Swift. Swift cũng thông báo thêm đĩa đơn thứ hai của album, "You Need to Calm Down" sẽ được phát hành vào ngày kế tiếp, ngày 14 tháng 6 năm 2019 với video âm nhạc của nó được ra mắt 2 ngày sau. Cô miêu tả album rất lãng mạn, cho rằng nó "không phải chỉ đơn giản là về một chủ đề duy nhất hay chỉ chứa toàn những bài hát về tình yêu. Ý tưởng về một thứ gì đó thật lãng mạn, không phải lúc nào cũng là một bài hát thật vui vẻ. Bạn có thể tìm thấy sự lãng mạn trong cô đơn và buồn rầu hoặc khi bạn phải vượt qua một điều gì đó trong cuộc sống... album này nhìn vào những điều đó với một ánh nhìn lãng mạn." Trong một buổi phỏng vấn với tạp chí Vogue vào tháng 8 năm 2019, Swift miêu tả như là một "bức thư tình gửi cho chính tình yêu, diễn tả sự điên cuồng, đam mê, thú vị, mê hoặc, khủng khiếp, bi thảm của nó một cách hoàn hảo nhất." Swift cũng tiết lộ tựa đề của album từng là Daylight trước khi cô viết bài "Lover".

## Thu âm
Swift sản xuất album cùng với cộng tác lâu năm của cô Jack Antonoff, cũng như là những tên tuổi cô chưa từng hợp tác như Joel Little, Louis Bell, Frank Dukes và Sounwave. Swift và Antonoff lần đầu tiên làm việc cùng nhau trong ca khúc "Sweeter than Fiction" cho bộ phim One Chance (2013); Antonoff sau đó tiếp tục sáng tác và sản xuất hai album của Swift là 1989 (2014) và Reputation (2017) cùng với bài hát "I Don't Wanna Live Forever" cho bộ phim Năm mươi sắc thái đen (2017). Antonoff đồng sáng tác tám và đồng sản xuất mười một bài hát trong Lover.
Joel Little, được biết đến bởi việc hợp tác với Lorde, đồng sáng tác và đồng sản xuất bốn bài hát, bao gồm các đĩa đơn "Me!" và "You Need to Calm Down". Bell và Dukes, nổi tiếng với việc hợp tác cùng Camila Cabello và Post Malone, đồng sáng tác và đồng sản xuất ba bài hát. Sounwave đảm nhận trách nhiệm đồng sáng tác và đồng sản xuất bài "London Boy". Một số nghệ sĩ khác tham gia việc sáng tác bao gồm St. Vincent, Cautious Clay và Brendon Urie. Swift cũng một mình viết nên ba bài hát trong đó có đĩa đơn thứ ba và cũng là bài hát tựa đề của album, "Lover". Cô cũng đồng sáng tác và đồng sản xuất tất cả các bài hát trên album, với vai trò là giám đốc sản xuất album.
Album được thu âm trong vòng dưới ba tháng, hoàn thành vào ngày 24 tháng 2 năm 2019. Nó được thu âm tại phòng thu Electric Lady ở Thành phố New York, phòng thu Golden Age West ở Auckland, New Zealand, phòng thu Golden Age và Electric Feel ở Los Angeles và phòng thu Metropolis ở London.

## Phát hành và quảng bá

### Phân phối
Album được phát hành vào ngày 23 tháng 8 năm 2019 bởi Republic Records. Phiên bản chuẩn của nó được phát hành trên đĩa CD, các hệ thống tải nhạc kỹ thuật số, streaming và một tháng sau đó trên băng cassette. Đây là lần đầu tiên Swift phát hành một album trên các dịch vụ streaming trong ngày đầu album ra mắt và cũng là lần đầu tiên cô bán album trực tiếp trên trang web của mình thông qua tải nhạc kỹ thuật số. Phiên bản sang trọng được chia làm 4 bản nhỏ, mỗi bản chứa 1 đĩa CD, hai bản thu âm demo và một quyển nhật kí chứa những nội dung tặng kèm như những dòng nhật ký ngày xưa của Swift, những tấm ảnh và một áp-phích. Phiên bản Deluxe của album được phân phối độc quyền bởi Target ở Hoa Kỳ và trên trang web chính thức của Swift trên phạm vi toàn cầu.

### Quảng bá
Một vài tuần trước khi album phát hành, Swift mời một số nhóm người hâm mộ được tuyển chọn để tham dự buổi tiệc nghe nhạc riêng tư mang tên Những buổi họp Bí mật, một truyền thống bắt đầu từ album 1989 vào năm 2014. Những buổi họp này được tổ chức ở London, Nashville và Los Angeles. Những bản ghi âm từ buổi họp này được phát trên đài IHeartRadio.
Swift cộng tác với Amazon ngay trước ngày phát hành của album, với việc công ty này cho phép những hình ảnh của Lover xuất hiện trên những chiếc họp giao hàng. Vào ngày 20 tháng 8, Swift phát hành một danh sách chơi nhạc độc quyền trên Spotify từng bước tiết lộ lời nhạc của các bài hát trong album, Ngày hôm sau, Swift ra mắt dòng sản phẩm trang phục và phụ kiện được thiết kế với sự hợp tác giữa cô và Stella McCartney.
Vào ngày 16 tháng 8, Swift thông báo danh sách bài hát của album trên các trang mạng xã hội của mình.

### Đĩa đơn
"Me!", sản phẩm kết hợp với Brendon Urie của nhóm Panic! at the Disco được phát hành như đĩa đơn mở đường cho album vào ngày 26 tháng 4 năm 2019 cùng với video âm nhạc của nó. Video lời bài hát được phát hành sau đó vào ngày 1 tháng 5. Bài hát phá vỡ một số kỉ lục, bao gồm cú nhảy lớn nhất trong tuần trên bảng xếp hạng Billboard Hot 100. "Me!" vươn đến vị trí thứ hai ở Hoa Kỳ và Canada, trong khi đó bài hát ra mắt và vươn đến vị trí cao nhất của nó - vị trí thứ hai trên bảng xếp hạng UK Singles Chart tại Anh.
Đĩa đơn thứ hai "You Need to Calm Down" được thông báo trong buổi phát trực tiếp của Swift trên Instagram vào ngày 13 tháng 6 năm 2019 và được phát hành vào ngày 14 tháng 6 cùng với video lời bài hát. Video âm nhạc của nó được phát hành vào ngày 17 tháng 6 với sự xuất hiện đặc biệt của nhiều khách mời, trong số đa phần là thành viên của cộng đồng LGBTQ+, bao gồm Ellen DeGeneres và RuPaul. Bài hát ra mắt và vươn đến vị trí cao nhất của nó - vị trí thứ hai trên bảng xếp hạng Billboard Hot 100.
Tại Lễ trao Giải Lựa chọn Thiếu niên 2019, Swift thông báo rằng bài hát tựa đề của album sẽ được phát hành vào ngày 16 tháng 8 năm 2019. Vào ngày 15 tháng 8 năm 2019, Swift thông báo trên trang mạng xã hội của cô rằng video âm nhạc của bài hát sẽ được ra mắt trong buổi phát trực tiếp của cô trên YouTube một ngày trước khi album phát hành, tức là vào 22 tháng 8 năm 2019. Bài hát ra mắt ở vị trí thứ 19 trên bảng xếp hạng Billboard Hot 100 và sau đó vươn tới vị trí thứ 10.

### Đĩa đơn quảng bá
"The Archer" được phát hành như đĩa đơn quảng bá đầu tiên của album vào ngày 23 tháng 7 năm 2019. Swift giải thích rằng nó không phải là một đĩa đơn chính thức và mục đích của nó là để thể hiện một khía cạnh của album mà người hâm mộ chưa được thấy trong hai đĩa đơn chính; vì thế, nó sẽ không có bất kì video âm nhạc nào. Một video lời bài hát đã được phát hành vào ngày bài hát ra mắt. Nó ra mắt ở vị trí thứ 69 trên bảng xếp hạng Billboard Hot 100 ấn hành ngày 3 tháng 8 năm 2019 và sau đó vươn đến vị trí thứ 38 sau khi album phát hành.

### Trình diễn trực tiếp
Bài chi tiết : Lover Fest

## Đánh giá chuyên môn
| Đánh giá chuyên môn  | Đánh giá chuyên môn |
| Điểm trung bình      | Điểm trung bình     |
| Nguồn                | Đánh giá            |
| -------------------- | ------------------- |
| AnyDecentMusic?      | 7.4/10              |
| Metacritic           | 79/100              |
| Nguồn đánh giá       |                     |
| Nguồn                | Đánh giá            |
| AllMusic             | [ 3 ]               |
| The A.V. Club        | A-                  |
| The Daily Telegraph  | [ 5 ]               |
| Entertainment Weekly | B+                  |
| The Guardian         | [ 7 ]               |
| NME                  | [ 8 ]               |
| Pitchfork            | 7.1/10              |
| Rolling Stone        | [ 10 ]              |
| Slant Magazine       | [ 11 ]              |
| Variety              | 9/10                |

Lover nhận được đa phần những đánh giá tích cực của các nhà phê bình âm nhạc. Chuyên trang Metacritic chấm album 79 trên 100 điểm (số điểm cao nhất của Swift trên trang này) dựa trên việc tổng hợp 22 đánh giá từ nhiều nhà phê bình khác nhau, với nhận xét "nhìn chung nhận được nhiều đánh giá cao".

## Diễn biến thương mại
Ở Hoa Kỳ, album bán được khoảng 450,000 bản trong ngày đầu ra mắt, trở thành album có doanh thu cao nhất năm 2019. Kết thúc tuần đầu, album bán được 867.000 bản (trong đó 679.000 là doanh số đĩa truyền thống), trở thành album có doanh thu tuần đầu cao nhất của một nghệ sĩ kể từ Reputation (cũng của chính cô) khiến Swift trở thành nghệ sĩ nữ duy nhất trong lịch sử Hoa Kỳ có sáu album bán ra hơn 500.000 bản trong tuần đầu. Album ra mắt ở vị trí quán quân trên bảng xếp hạng Billboard 200. Tất cả 18 bài hát của album đều cùng lúc xuất hiện trên bảng xếp hạng Billboard Hot 100, do đó phá vỡ nhiều kỉ lục bao gồm kỉ lục có nhiều bài hát ra mắt cùng lúc trên bảng xếp hạng Hot 100 nhất của một nghệ sĩ nữ.
Ở Vương quốc Anh, Lover ra mắt ở vị trí thứ nhất trên bảng xếp hạng UK Albums Chart với doanh số 53.000 bản (trong đó 24.000 là doanh số đĩa truyền thống). Điều này giúp Swift trở thành nghệ sĩ nữ đầu tiên, và thứ bảy trong tổng thể, có được bốn album đầu bảng trong thập kỷ này. Ở Ireland, Lover ra mắt ở vị trí thứ nhất trên bảng xếp hạng Irish Albums Chart, giúp cho Swift đạt được bốn album đầu bảng liên tiếp tại quốc gia này. Ở Pháp album ra mắt tại vị trí thứ năm với doanh số 7.500 bản.
Ở Úc, album ra mắt ở vị trí thứ nhất, trở thành album đầu bảng liên tiếp thứ năm của Swift.
Ở Trung Quốc, Lover trở thành album quốc tế đầu tiên có doanh số vượt trên 1 triệu bản (kết hợp doanh số nghe, tải nhạc và doanh số đĩa thuần) trong tuần đầu ra mắt. Album cũng ra mắt ở vị trí thứ ba trên bảng xếp hạng Oricon của Nhật chỉ với ba ngày tính điểm.
Toàn cầu, Lover đã tiêu thụ được hơn 3 triệu bản kể từ ngày 30 tháng 8 năm 2019.

## Danh sách bài hát
Danh sách bài hát cập nhật từ Apple Music và Tidal.
| Phiên bản chuẩn  | Phiên bản chuẩn                                         | Phiên bản chuẩn                                  | Phiên bản chuẩn         | Phiên bản chuẩn |
| STT              | Nhan đề                                                 | Sáng tác                                         | Nhà sản xuất            | Thời lượng      |
| ---------------- | ------------------------------------------------------- | ------------------------------------------------ | ----------------------- | --------------- |
| 1.               | "I Forgot That You Existed"                             | Taylor Swift Louis Bell Adam Feeney              | Frank Dukes Bell Swift  | 2:51            |
| 2.               | "Cruel Summer"                                          | Swift Jack Antonoff Annie Clark                  | Antonoff Swift          | 2:58            |
| 3.               | "Lover"                                                 | Swift                                            | Antonoff Swift          | 3:41            |
| 4.               | "The Man"                                               | Swift Joel Little                                | Little Swift            | 3:10            |
| 5.               | "The Archer"                                            | Swift Antonoff                                   | Antonoff Swift          | 3:31            |
| 6.               | "I Think He Knows"                                      | Swift Antonoff                                   | Antonoff Swift          | 2:53            |
| 7.               | "Miss Americana & the Heartbreak Prince"                | Swift Little                                     | Little Swift            | 3:54            |
| 8.               | "Paper Rings"                                           | Swift Antonoff                                   | Antonoff Swift          | 3:42            |
| 9.               | "Cornelia Street"                                       | Swift                                            | Antonoff Swift          | 4:47            |
| 10.              | "Death by a Thousand Cuts"                              | Swift Antonoff                                   | Antonoff Swift          | 3:19            |
| 11.              | "London Boy"                                            | Swift Antonoff Cautious Clay Mark Anthony Spears | Antonoff Sounwave Swift | 3:10            |
| 12.              | "Soon You'll Get Better" (hợp tác với Dixie Chicks)     | Swift Antonoff                                   | Antonoff Swift          | 3:22            |
| 13.              | "False God"                                             | Swift Antonoff                                   | Antonoff Swift          | 3:20            |
| 14.              | "You Need to Calm Down"                                 | Swift Little                                     | Little Swift            | 2:51            |
| 15.              | "Afterglow"                                             | Swift Bell Feeney                                | Dukes Bell Swift        | 3:43            |
| 16.              | "Me!" (hợp tác với Brendon Urie từ Panic! at the Disco) | Swift Little Urie                                | Little Swift            | 3:13            |
| 17.              | "It's Nice to Have a Friend"                            | Swift Bell Feeney                                | Dukes Bell Swift        | 2:30            |
| 18.              | "Daylight"                                              | Swift                                            | Antonoff Swift          | 4:53            |
| Tổng thời lượng: | Tổng thời lượng:                                        | Tổng thời lượng:                                 | Tổng thời lượng:        | 61:48           |

| Phiên bản cao cấp độc quyền tại Target và Nhật | Phiên bản cao cấp độc quyền tại Target và Nhật | Phiên bản cao cấp độc quyền tại Target và Nhật |
| STT                                            | Nhan đề                                        | Thời lượng                                     |
| ---------------------------------------------- | ---------------------------------------------- | ---------------------------------------------- |
| 19.                                            | "I Forgot That You Existed" (piano/vocal)      | 3:30                                           |
| 20.                                            | "Lover" (piano/vocal)                          | 5:39                                           |
| Tổng thời lượng:                               | Tổng thời lượng:                               | 70:57                                          |

| Bản DVD đặc biệt dành cho thị trường Nhật | Bản DVD đặc biệt dành cho thị trường Nhật                      | Bản DVD đặc biệt dành cho thị trường Nhật | Bản DVD đặc biệt dành cho thị trường Nhật |
| STT                                       | Nhan đề                                                        | Đạo diễn                                  | Thời lượng                                |
| ----------------------------------------- | -------------------------------------------------------------- | ----------------------------------------- | ----------------------------------------- |
| 1.                                        | "Me!" (music video)                                            | Dave Meyers Swift                         | 4:09                                      |
| 2.                                        | "Me!" (lyric video)                                            | Jordan Lynn Swift                         | 3:15                                      |
| 3.                                        | "Me!" (behind the scenes: The Story of Benjamin Button)        |                                           | 3:09                                      |
| 4.                                        | "Me!" (behind the scenes: Je Suis Calme)                       |                                           | 3:17                                      |
| 5.                                        | "You Need to Calm Down" (music video)                          | Drew Kirsch Swift                         | 3:31                                      |
| 6.                                        | "You Need to Calm Down" (lyric video)                          | Cheryl Lee                                | 2:58                                      |
| 7.                                        | "You Need to Calm Down" (behind the scenes: Pop Queen Pageant) |                                           | 2:55                                      |
| 8.                                        | "You Need to Calm Down" (behind the scenes: Taylor Park)       |                                           | 2:55                                      |
| 9.                                        | "You Need to Calm Down" (behind the scenes: Morning Routine)   |                                           | 3:01                                      |
| Tổng thời lượng:                          | Tổng thời lượng:                                               | Tổng thời lượng:                          | 29:10                                     |

## Xếp hạng
| Bảng xếp hạng (2019)                     | Vị trí cao nhất |
| ---------------------------------------- | --------------- |
| Australian Albums (ARIA)                 | 1               |
| Album Bỉ (Ultratop Vlaanderen)           | 1               |
| Album Bỉ (Ultratop Wallonie)             | 4               |
| Album Canada (Billboard)                 | 1               |
| Album Cộng hòa Séc (ČNS IFPI)            | 2               |
| Album Đan Mạch (Hitlisten)               | 3               |
| Album Hà Lan (Album Top 100)             | 1               |
| Estonian Albums (Eesti Ekspress)         | 1               |
| Album Phần Lan (Suomen virallinen lista) | 4               |
| French Albums (SNEP)                     | 5               |
| Album Đức (Offizielle Top 100)           | 2               |
| Album Ireland (IRMA)                     | 1               |
| Italian Albums (FIMI)                    | 2               |
| Album Nhật Bản (Oricon)                  | 3               |
| Japan Hot Albums (Billboard Japan)       | 3               |
| Album Na Uy (VG-lista)                   | 1               |
| New Zealand Albums (RMNZ)                | 1               |
| Album Bồ Đào Nha (AFP)                   | 1               |
| Album Scotland (OCC)                     | 1               |
| Spanish Albums (PROMUSICAE)              | 1               |
| Swedish Albums (Sverigetopplistan)       | 1               |
| Album Thụy Sĩ (Schweizer Hitparade)      | 2               |
| Album Anh Quốc (OCC)                     | 1               |
| US Billboard 200                         | 1               |
| US Rolling Stone 200                     | 1               |